# Eduardo Mendieta
Eduardo Mendieta (Pereira, 28 de diciembre de 1963) es un filósofo, traductor, ensayista y profesor de la Universidad de Penn State y ex director interino del Instituto Rock de Ética. Su investigación se enfoca en Ética, Filosofía Política, Filosofía Latina, Filosofía Latinoamericana, Teoría Crítica (especialmente la de la Escuela de Fráncfort), Filosofía de Raza y Filosofía Feminista.

## Educación y carrera
Obtuvo su licenciatura en filosofía en la Universidad de Rutgers, su maestría en teología sistemática en el Union Theological Seminary y su doctorado en filosofía en la New School for Social Research. Fue profesor asistente de filosofía en la Universidad de San Francisco de 1995 a 2001 antes de trasladarse a la Universidad de Stony Brook, donde se desempeñó como Director del Centro de Estudios de América Latina y el Caribe de 2005 a 2008 y presidente del Departamento de Filosofía de 2012 a 2015. También ocupó cargos de visitante en la Universidad Iberoamericana y la Universidad Europea de Humanidades.
Fue editor ejecutivo de Radical Philosophy Review de 2003 a 2007, y editor fundador del Newsletter of Hispanics in Philosophy de la American Philosophical Association. Es miembro del Consejo Asesor Editorial del Public Philosophy Journal.

## Distinciones
Sus premios y honores incluyen:
- Premio del canciller de SUNY 2013 a la excelencia en la enseñanza.

- 2013, Premio del Comité Directivo de la Facultad de Artes, Humanidades y Ciencias Sociales (FAHSS) por el proyecto de investigación Capital de la Guerra Fría: La Habana después del colapso de la Unión Soviética.

- 2012, Premio del Comité Directivo de la Facultad de Artes, Humanidades y Ciencias Sociales (FAHSS) a la iniciativa interdisciplinaria presentada con Paul Firbas y Victoriano Roncero-López: The Latino/a Intellectual: A simposium.

- 2012, Instituto de Historia de la Filosofía, Taller de verano Peirce, James, and the Origins of Pragmatism. Universidad de Emory, Atlanta, 4 al 14 de junio de 2012.

- 2011, Premio del Comité Directivo de la Facultad de Artes, Humanidades y Ciencias Sociales (FAHSS) por el proyecto de investigación La Ciudad del Oro Negro: Caracas y la Geopolítica del Petróleo.

- Premio del Decano 2011 a la excelencia en la enseñanza de posgrado.

- 2010, Miembro Honorario de la Asociación Internacional Golden Key.

- 2009, Instituto de Estudios Avanzados, Miembro, Universidad de Durham, Inglaterra. (enero-marzo de 2009).

- Premio de Reconocimiento a la Facultad Latina del Mes de la Herencia Hispana 2009.

- Premio de la Facultad del Comité Organizador del Mes de la Herencia Hispana 2007.

- 2006, Certificado de elogio especial por tutoría de posgrado por parte de un miembro de la facultad.